# Caroline Vis
Caroline Vis (Vlaardingen, 1970. március 4. –) holland teniszezőnő. 1989-ben kezdte profi pályafutását, kilenc páros WTA-torna győztese. Legjobb egyéni világranglista-helyezése száztizenegyedik volt, még párosban kilencedik.

## Év végi világranglista-helyezései
| Év       | 1989 | 1990 | 1991 | 1992 | 1993 | 1994 | 1995 | 1996 | 1997 |
| Helyezés | 253. | 209. | 417. | 333. | 208. | 117. | 206. | 313. | 816. |

## Külső hivatkozások
- Caroline Vis profilja a WTA oldalán (angolul)